# Byttneria rubriflora
Byttneria rubriflora là một loài thực vật có hoa trong họ Cẩm quỳ. Loài này được Arènes mô tả khoa học đầu tiên năm 1956.